# جارفيس وليامز
جارفيس وليامز (بالإنجليزية: Jarvis Williams)‏ هو لاعب كرة قدم أمريكية أمريكي، ولد في 16 مايو 1965 في بالاتكا في الولايات المتحدة، وتوفي في 25 مايو 2010 بسبب ربو.

## وصلات خارجية
- جارفيس وليامز على موقع مرجع كرة القدم المحترفة.كوم (الإنجليزية)